# Герб Пожарского района
Герб муниципального образования Пожарский район Приморского края Российской Федерации — является официальным символом района.
Герб утверждён Решением № 233-НПА Думы Пожарского муниципального 28 января 2009 года.
Герб внесён в Государственный геральдический регистр Российской Федерации под номером № 4717.

## Описание герба
«В рассечённом лазорево-червлёном поле — золотое пламенеющее солнце со сквозным диском, в котором чёрная ласточка с серебряными горлом и грудкой».

Герб Пожарского муниципального района может воспроизводиться в двух равно допустимых версиях: без вольной части и с вольной частью — четырёхугольником, примыкающим к верхнему правому углу герба Пожарского района с воспроизведенными в нём фигурами герба Приморского края.
Герб Пожарского муниципального района в соответствии с протоколом заседания Геральдического совета при Президенте Российской Федерации от 23-24 марта 2005 г. № 24 пункт 8 может воспроизводиться со статусной короной установленного образца.

## Описание символики
Герб языком символов и аллегорий отражает природные, географические и экономические особенности Пожарского района.
Крупнейшее предприятие района, расположенное в райцентре, посёлке Лучегорск — ЗАО «Лучегорский топливно-энергетический комплекс». Предприятие обеспечивает энергией более половины населения Приморского края. В гербе энергия добытая местными тружениками отражена пламенеющими солнечными лучами. Символику энергетической отрасли хозяйства дополняет красный цвет — символ силы, труда, мужества, красоты, мощи.
Голубой цвет и летящая ласточка отражают уникальную природу Пожарского района, его водные ресурсы, полезную минеральную воду «Ласточка», чистоту вод заповедной реки Бикин, бескрайнее голубое небо.
Летящая птица — символ полета, возвышенных устремлений, движения вперед и чистоты помыслов.
Деление поля на две части аллегорически показывает государственную границу с Китайской Народной Республикой, проходящую по западному краю района.
Серебро — символ чистоты, совершенства, мира и взаимопонимания.
Золото — символ урожая, богатства, стабильности, уважения, интеллекта.
Чёрный цвет — символ мудрости и скромности.

## История герба

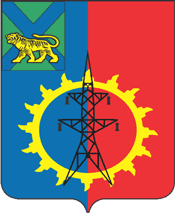
Герб Пожарского района (2002 год)

Первый вариант герба Пожарского района был утверждён 29 октября 2002 года решением Думы Пожарского районного Совета № 137.
Герб имел следующее описание: «В щите, рассечённом на лазоревое и червлёное (красное) поля, золотое колесо роторного экскаватора, пересечённое изображением опоры ЛЭП. В левой вольной части — герб Приморского края».
В 2009 году герб района, его описание и обоснование символики были доработаны [Союз геральдистов России|Союзом геральдистов России].
28 января 2009 года Решением Думы Пожарского муниципального района было принято новое Положение «О гербе Пожарского муниципального района», в котором было изменено описание герба и его символики. Впоследствии герб был внесён в Государственный геральдический регистр Российской Федерации.
Авторы герба: идея герба — творческая группа депутатов Думы и работников администрации Пожарского муниципального района; геральдическая доработка — Константин Мочёнов (Химки); художник и компьютерный дизайн — Галина Русанова (Москва); обоснование символики — Кирилл Переходенко (Конаково)».